# طوبيا والملاك (فيلبينو ليبي)
طوبيا والملاك هي لوحة زيتية وتمبرا على لوح من خشب الحور للرسام فيليبينو ليبي من عصر النهضة الفلورنسي، ويرجع تأريخها إلى حوالي1475-1480، وتدور أحداثها حول توبياس والملاك، وهو موضوع شائع في ذلك الزمن. وهي الآن موجودة في المعرض الوطني للفنون في واشنطن العاصمة .

## وصف
يبلغ قياس العمل الفني، المرسوم بالزيت والتيمبيرا على لوحة من خشب الحور،32.7 سـم × 23.5 سـم (12.9 بوصة × 9.3 بوصة). مصوراً مشهدًا توراتيًا لطوبيا ورافائيل. في سفر طوبيا، إرسال طوبيا، ابن طوبيا الأعمى، من نينوى إلى إكباتانا لجمع دين. تم إرسال رئيس الملائكة رافائيل، متنكراً في صورة عزريا البشري، لمرافقة طوبيا في مهمته. خلال الرحلة، سينصح الملاك طوبيا بصيد سمكة من نهر دجلة ثم صنع علاج لعمى والده باستخدام مرارة السمكة.
صورت الشخصيتين الرئيسيتين تمشيان عبر المناظر الطبيعية، برفقة كلب أبيض، مع أشجار ونهر، وبرج طويل على اليمين. ممسكون بأذرع بعضهم البعض، رؤوسهم الأشقر مائلة نحو بعضها البعض، ووضعيتهم غير المستقرة قليلاً تشير إلى أنهم يمشون. يرتدي رافائيل المجنح ثوبًا أزرق ويرتدي طوبيا سترة زرقاء مع عباءة حمراء.يحمل الصبي السمكة في يده اليسرى، ويحمل الملاك هاونًا ذهبيًا صغيرًا لصنع العلاج في يده اليمنى.
موضوع قصة طوبيا والملاك شائعًا بين التجار الأثرياء في فلورنسا في عصر النهضة، حيث يجمع بين موضوعات تحصيل الديون، وشفاء المرضى، والشباب الذي يأخذ النصيحة الجيدة من شيوخه ويتطور إلى مرحلة البلوغ، المسيح (السمكة) والمعمودية(مياه نهر دجلة). وكان لها أيضًا صدى مع التجربة الشائعة لأبناء التجار الذين يتم إرسالهم في مهام تجارية إلى أماكن بعيدة.

## تاريخ
تدرب في البداية على يد والده فيليبو ليبي، وبعد وفاة والده أصبح فيليبينو ليبي تلميذًا لساندرو بوتيتشيلي في عام1472. تعد اللوحة عمل مبكر، ذات تكوين مشابه للأعمال السابقة التي قام بها أنطونيو ديل بولايولو وأندريا ديل فيروكيو. تصور لوحة لاحقة لفليبينو ليبي، والتي رسمها عام1485تقريبًا بعنوان "الملائكة الثلاثة وتوبياس الشاب"، في معرض سابودا في تورينو، مشهدًا مشابهًا، حيث يرافق توبياس رؤساء الملائكة رافائيل وميخائيل وجبرائيل.

التأريخ المبكر للوحة غير معروف. بيعت من مجموعة ألكسندر باركر في عام1879،ومرت عبر مجموعات ويليام كورنواليس ويست، وروبرت هنري بنسون. تم بيع مجموعة بينسون إلى شركة Duveen Brothers في عام1927، استحوذ على اللوحة من قبل مؤسسة Samuel H. Kress في عام1936. تم التبرع بها إلى المعرض الوطني للفنون في واشنطن العاصمة في عام 1939، حيث يتم الاحتفاظ بها كجزء من مجموعة صمويل إتش كريس الخاصة بالمعرض.

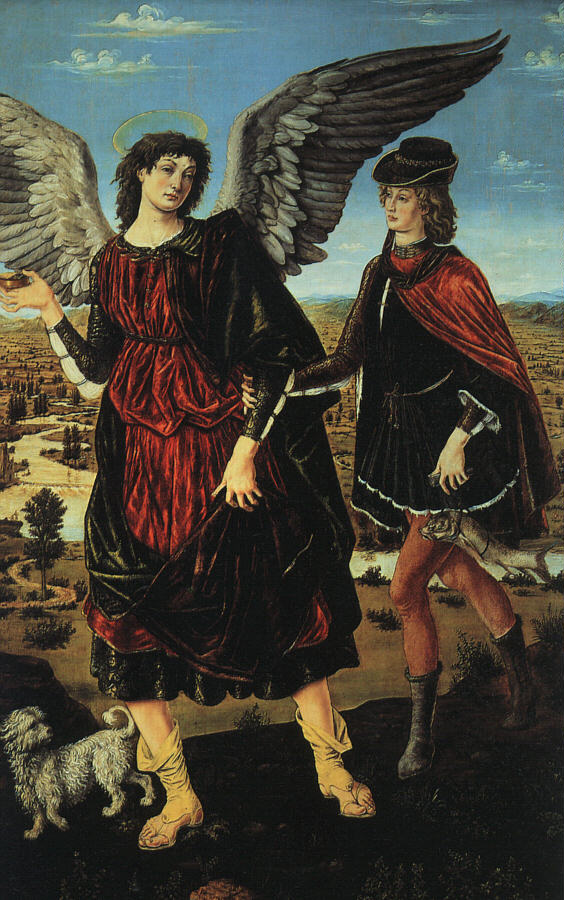
طوبيا والملاك، أنطونيو ديل بوليولو، ج. 1465–1470
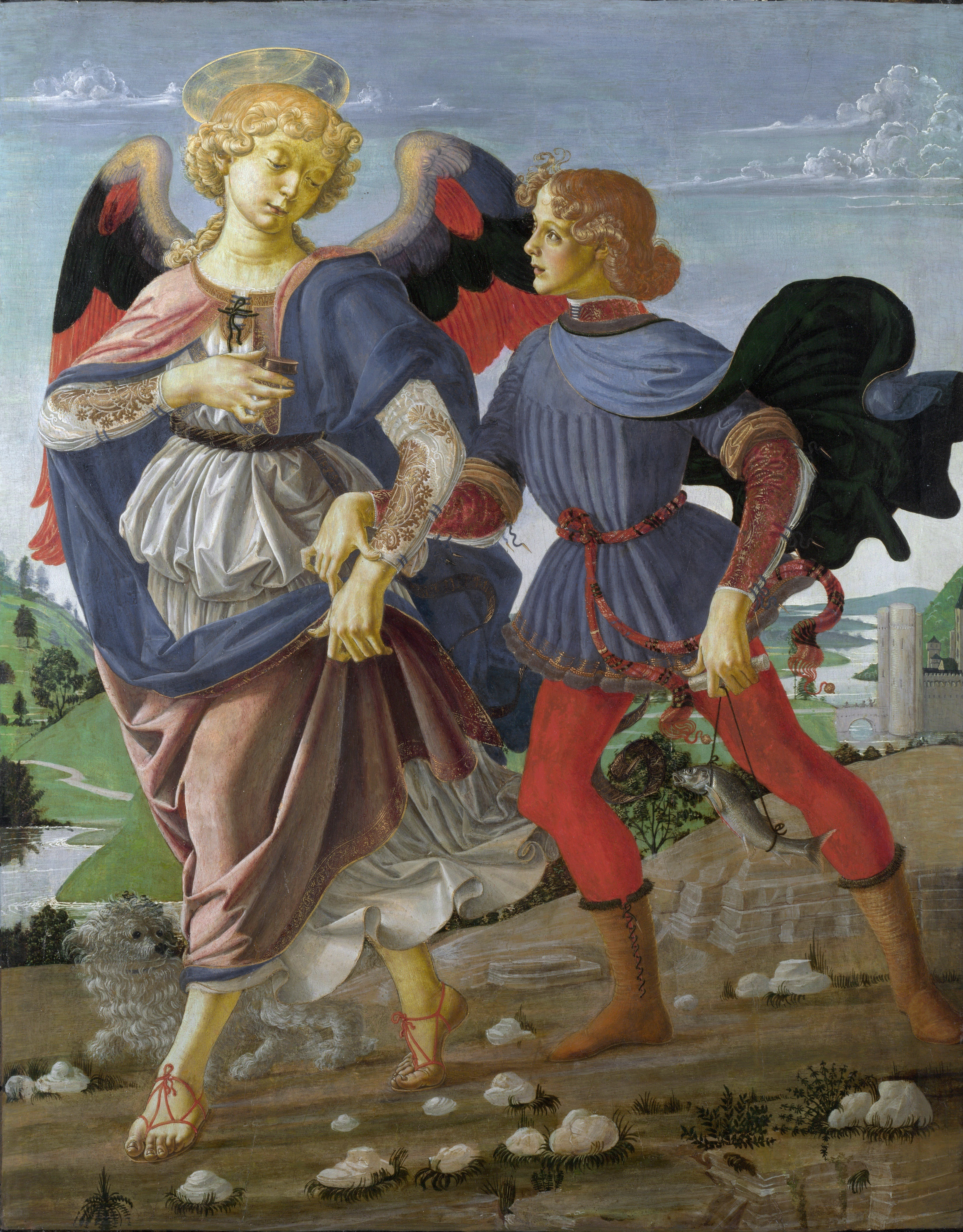
طوبيا والملاك، أندريا ديل فيركيو، ج. 1470–1475
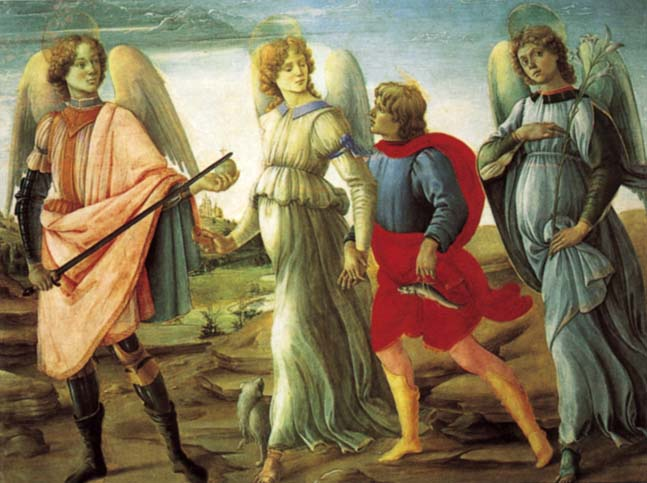
ثلاثة ملائكة وطوبيا الشاب، فلبيني ليبي، حوالي عام1850 1485